# Peshtigo
Peshtigo ist eine Stadt im Marinette County, Wisconsin, Vereinigte Staaten. Bei der Volkszählung im Jahre 2000 hatte die Town of Peshtigo 3819 Einwohner. Die City of Peshtigo, die innerhalb der Town liegt, hatte im Jahre 2010 3502 Einwohner. Der Ort wurde als Schauplatz des Peshtigo-Feuers im Jahre 1871 bekannt.
Der Ort hat eine Gesamtfläche von 8,3 km².

## Feuersturm von Peshtigo

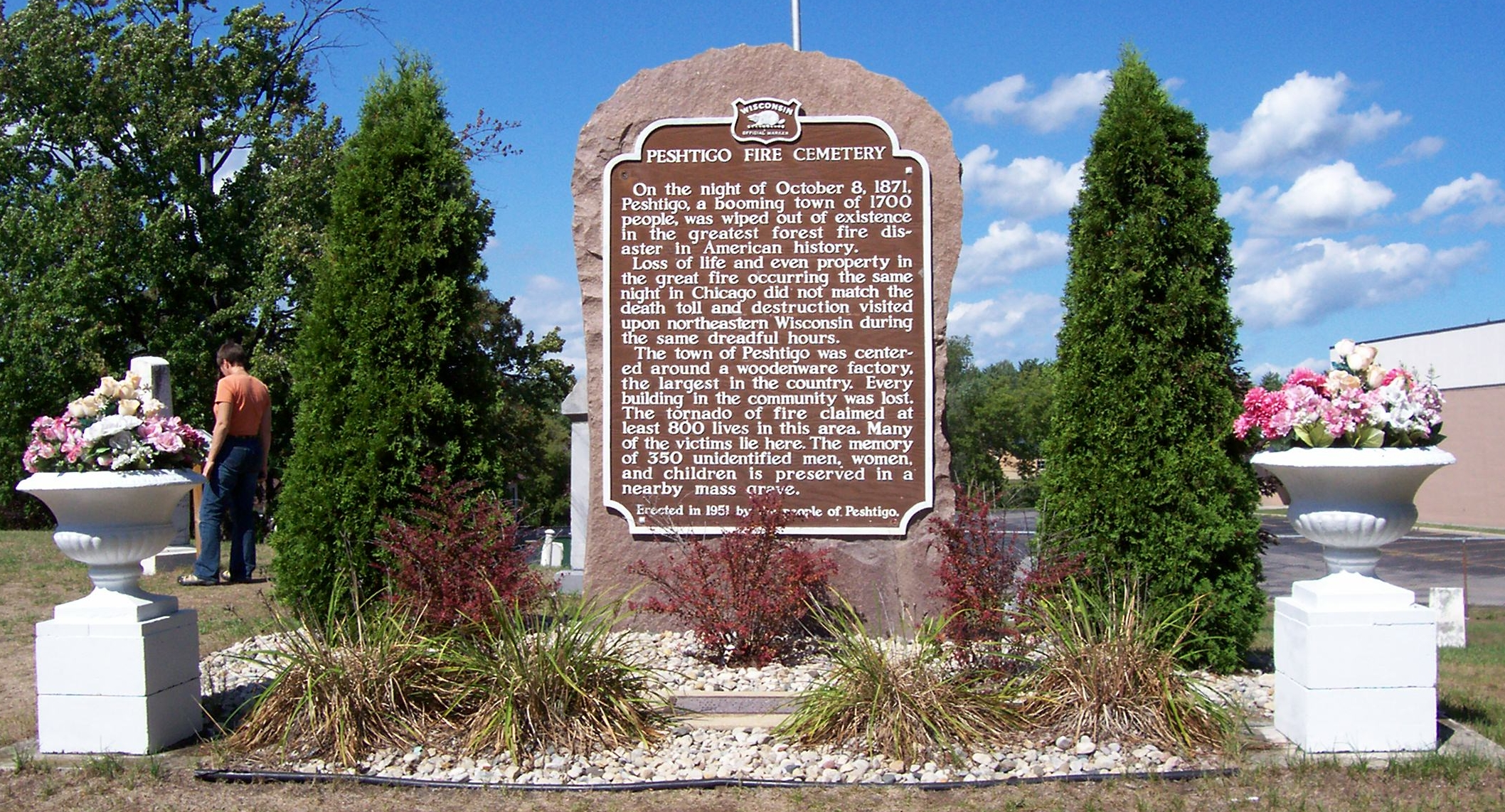
Gedenktafel auf dem Friedhof

Am 8. Oktober 1871 (am selben Tag, als sich der Große Brand von Chicago ereignete) verschlang ein durch starke Winde angefachter Waldbrand den Ort zusammen mit einem Dutzend umliegender Dörfer. Das Feuer tötete insgesamt zwischen 1200 und 2500 Menschen und verkohlte ungefähr 1,5 Millionen Acre (6.000 km²) Fläche. Der Brand, bekannt als „Peshtigo Fire“, ist in der amerikanischen Geschichte der Waldbrand mit den meisten Todesopfern und womöglich gar die opferreichste überlieferte Waldbrandkatastrophe weltweit, vor dem Brand von Kurscha-2 in der Sowjetunion, der rund 1200 Todesopfer forderte. Unidentifizierbare Überreste von Hunderten Bewohnern wurden in einem Massengrab im „Peshtigo Fire Cemetery“ beigesetzt.

## Demografische Daten
Bei der Volkszählung im Jahr 2000 hatte die City of Peshtigo 3357 Einwohner, die sich auf 1315 Haushalte und 879 Familien verteilten. Die Bevölkerungsdichte betrug somit 425 Einwohner/km². 98 % der Bevölkerung waren weiß, 0,12 % afroamerikanisch. In 32,9 % der Haushalte lebten Kinder unter 18 Jahren. Das Durchschnittseinkommen betrug 34.898 US-Dollar, wobei 8,2 % der Bevölkerung unterhalb der Armutsgrenze lebten. Die Town of Peshtigo hatte im Jahre 2000 3819 Einwohner.